# Svanvik kapell

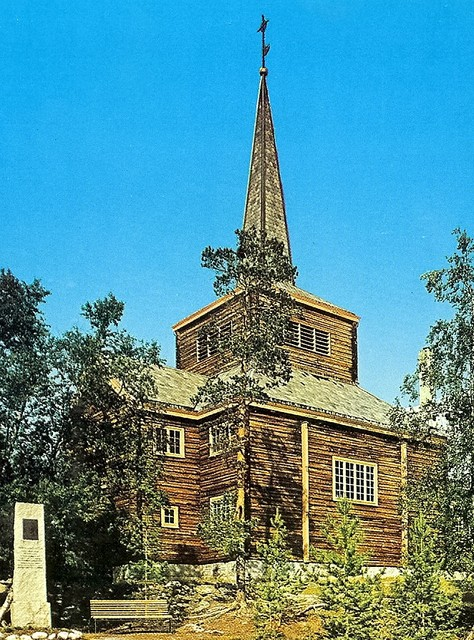
Svanvik kapell.

Svanvik kapell es una iglesia en forma de cruz construida en 1934 y que se encuentra en la comuna de Sør-Varanger, Finnmark, Noruega.
Su estructura es de madera y tiene capacidad para 250 personas. 
El arquitecto encargado fue Harald Sund.

## Ubicación
69°27′10″N 30°3′13″E / 69.45278, 30.05361
Se puede llegar a la iglesia a través de la ruta Rv885.